# One Chance - L'opera della mia vita
One Chance - L'opera della mia vita (One Chance) è un film del 2013 diretto da David Frankel, basato sulla vita del cantante britannico Paul Potts.

## Trama
Paul Potts è un semplice ragazzo gallese, sin da piccolo vittima di bullismo per la sua stazza e per la sua unica grande passione, il canto e l'opera lirica. Finalmente riesce a conoscere una ragazza e a frequentare un corso a Venezia per giovani talenti che, però, si conclude con una deludente audizione davanti al suo grande mito, Luciano Pavarotti. Questo sembra far crollare tutte le sue illusioni. Dopo aver superato, grazie alla fantastica moglie e, in qualche modo, ai genitori, infinite disavventure, che sembravano costringerlo ad una mediocre vita senza passioni e ideali, decide di partecipare al talent show più famoso d'Inghilterra, riuscendo finalmente a coronare il suo sogno di diventare un tenore di successo

## Distribuzione
Il primo trailer del film è stato distribuito online il 4 settembre 2013. La distribuzione del film nei cinema britannici è prevista per il 25 ottobre.
In Italia arriva nel mercato direct-to-video dal 28 aprile 2016.

## Colonna sonora
La colonna sonora include la canzone Sweeter Than Fiction, cantata dalla cantante statunitense Taylor Swift. La canzone è uscita in Italia il giorno 21 ottobre 2013.